# Şehzade Mehmed Selim
Mehmed Selim Osmanoğlu (11 de enero de 1870-5 de mayo de 1937) fue un príncipe otomano, el hijo mayor del sultán Abdülhamid II y su esposa Bedrifelek Kadın.

## Primeros años
Şehzade Mehmed Selim nació el 11 de enero de 1870 en el  Palacio Dolmabahçe. Su padre era el sultán Abdul Hamid II, hijo del sultán Abdulmejid I y Tirimüjgan Kadın. Su madre era Bedrifelek Kadın, hija del príncipe Kerzedzh Mehmed Bey y la princesa İnal-lpa Faruhan Hanım. Era el hijo mayor, el segundo hijo de su padre y el hijo mayor de su madre. Tenía una hermana, Zekiye Sultan, dos años menor que él, y un hermano Şehzade Ahmed Nuri, ocho años menor que él.
En 1877, Selim y otros miembros de la familia imperial se establecieron en el Palacio de Yıldız, después de que Abdul Hamid se mudara allí el 7 de abril de 1877. Su circuncisión tuvo lugar el 17 de diciembre de 1883, junto con Şehzade Mehmed Ziyaeddin, hijo mayor del sultán  Mehmed V, Şehzade Ibrahim Tevfik, nieto del sultán Abdulmejid I, y Abdulmejid II, Şehzade Mehmed Şevket y Şehzade Mehmed Seyfeddin, hijos del sultán Abdulaziz. Halil Bey Efendi realizó la circuncisión de Selim.
Su primera educación tuvo lugar en la Escuela del Príncipe, en el Palacio de Yıldız, junto con su medio hermano menor, Şehzade Mehmed Abdülkadir, y el hijo del sultán Abdulaziz, Abdulmejid. Su tutor fue Baha Efendi. Ahmed Mazharüddin le enseñó persa y Mehmed Nuri le enseñó francés. Después de graduarse de la Escuela del príncipe, se inscribió en el Colegio Militar Otomano. Ocupó el rango de Brigadier del regimiento de infantería en el Ejército Imperial Otomano, y más tarde fue ascendido al rango de General.

## Vida personal
La primera esposa de Selim fue Iryale Hanım. Nació en 1870 en Sujumi. Su verdadero nombre era Daryal Marshania. Ella era la hija del príncipe Ali Hasan Bey Marshania y la princesa Fatma Horecan Aredba. Su hermana mayor, Nazikeda Kadın, estaba casada con el sultán Mehmed VI. Fue incorporada al servicio en el Palacio de Yıldız en 1882,  y se casó con Selim en 1886. Era la madre de Şehzade Mehmed, nacido en 1887, y Nemika Sultan, nacida en 1888. Murió en 1904, y fue enterrada en el cementerio Yahya Efendi.
Su segunda esposa fue Pervin Hanım. Murió en Jounieh, Líbano. Su tercera esposa fue Eflakyar Hanım. Ella nació en Batumi. Su padre era Gazi Muhammed Bey. Pintora de vocación, murió en Jounieh, Líbano. Su cuarta esposa fue Nilüfer Hanım, una abjasia. Se casaron en 1905. Ella era la madre de Şehzade Mehmed Abdülkerim, nacido en 1906. Después de que los dos se divorciaran en 1924, se casó con otro hombre. Murió en 1957 y fue enterrada en el cementerio Yahya Efendi.
Otra de sus esposas fue Dürrüyekta Hanım. Era una circasiana de la familia Karzeg, y anteriormente había sido hazinedar en el harén imperial. Fue enterrada en Trípoli. Otra esposa fue Leman Dilistan Hanım.  Ella nació en Sivas. Su padre era Osman Bey. Se casaron el 16 de septiembre de 1918. Murió el 1 de febrero de 1951 en Beirut, Líbano. Algunas otras esposas fueron Gülnaz Hanım, una circasiana, y Mevhibe Hanım.

## Deposición y vida posterior de Abdul Hamid
El 27 de abril de 1909, Abdul Hamid II fue depuesto y enviado al exilio en Salónica. Selim, sin embargo, permaneció en Estambul. Toda la familia de Abdul Hamid fue expulsada del Palacio de Yıldız, y la mayoría de ellos ni siquiera tenían un lugar donde vivir. Selim y su hermano menor, Şehzade Ahmed, inicialmente se establecieron en la mansión de su hermana Zekiye Sultan, hasta que a Selim se le asignó una mansión en Serencebey. Según Halid Ziya Uşakligil, a quien conoció en 1909, después del acceso al trono del sultán Mehmed V, Selim era un hombre bajo, tenso y agotado antes de tiempo. Tenía un temblor nervioso que se apoderó de su rostro y de todo el cuerpo, un rasgo en común con Şehzade Yusuf Izzeddin.
Después de que Tesalónica cayera en manos de Grecia en 1912, Abdul Hamid regresó a Estambul y se instaló en el Palacio Beylerbeyi. En febrero de 1918, el tío de Selim, el sultán Mehmed, se enteró de que el sultán Abdul Hamid no tenía esperanzas, envió un mensaje a Selim diciéndole que su padre tenía una enfermedad mortal y que lo viera de inmediato. Sin embargo, cuando llegaron Selim y su hermano Şehzade Ahmed, su padre les ordenó que esperaran un rato. Mientras exhalaba su último aliento en el momento en que invitó a Selim a entrar. Ni Selim ni los demás príncipes y princesas vieron su último momento.
Después de la muerte de Mehmed en julio de 1918, su hermano menor, el sultán Mehmed VI, ascendió al trono y Selim se convirtió en el segundo en la línea de sucesión al trono. En 1919, circulaban rumores de que se estaba tramando un complot para destituir o asesinar al sultán Mehmed y reemplazarlo por el propio Selim.

## Vida en el exilio y muerte
En el exilio de la familia imperial en marzo de 1924, Selim y su familia se establecieron en Jounieh, Líbano. Solía pasar los veranos en Aley. El 14 de enero de 1925, otorgó el poder a Sami Günzberg, un conocido abogado judío turco, autorizándolo a recuperar de los usurpadores edificios, tierras, minas, concesiones dejadas por Abdul Hamid situadas en territorio turco y en otros lugares.
A mediados de la década de 1920, la idea de derrocar al régimen kemalista y revertir la abolición del califato otomano todavía encontró partidarios turcos y kurdos. Para entonces, acordaron en Selim, como su elección para un futuro califa. Por los partidarios de la rebelión de Sheikh Sa'ad en 1925, Selim fue proclamado califa, y el sermón del viernes en la Gran Mezquita de Diyarbakir se leyó en su nombre. Francia impidió que la rebelión se extendiera a Siria, donde Selim era muy popular. Sin embargo, el príncipe no tuvo nada que ver con el evento. Era muy respetado en Siria y la gente lo llamaba Sultán Selim. La casa donde se hospedaba se llamaba Kasrü'l-Melik (Casa del Gobernante). Cuando se quedó sin dinero, el armenio, dueño de la casa, le permitió vivir durante años sin pagar el alquiler.
En 1930, los príncipes descendientes del sultán Abdul Hamid tomaron la iniciativa y se acercaron a la British Petroleum Company (BP) para obtener una parte del petróleo recuperado de los pozos de Mosul registrados a nombre de Abdul Hamid y abrieron demandas una tras otra para reclamar la propiedad de algunas tierras en Palestina que había pertenecido al sultán. Esto fue dirigido por Selim. Pero Abdulmejid II había hecho contactos similares y, finalmente, este enfoque dual llevó a un desacuerdo entre los dos.
En 1934, sus herederos se dirigieron al Tribunal de Tierras de Jaffa, solicitando al tribunal que ordenara la rectificación del nuevo registro basándose en que sus derechos sobre la tierra en cuestión se habían omitido en el registro. Los herederos presentaron un título de propiedad anterior a 1908 de la propiedad a nombre de su padre. En ese momento, Selim residía en Siria.
Mehmed Selim murió el 5 de mayo de 1937 y fue enterrado en la mezquita Tekkiye, Damasco, Siria.

## Hijos
| Nombre                                       | Nacimiento                                  | Muerte                                      | Notes                                                                            |
| Con Iryale Hanım (casada 1886; 1870 – 1904)  | Con Iryale Hanım (casada 1886; 1870 – 1904) | Con Iryale Hanım (casada 1886; 1870 – 1904) | Con Iryale Hanım (casada 1886; 1870 – 1904)                                      |
| -------------------------------------------- | ------------------------------------------- | ------------------------------------------- | -------------------------------------------------------------------------------- |
| Şehzade Mehmed                               | 1887                                        | 1890                                        | nacido y muerto en el Palacio de Yıldız; enterrado en el cementerio Yahya Efendi |
| Nemika Sultan                                | 9 de marzo de 1888                          | 6 de septiembre de 1969                     | se casó una vez y tuvo descendencia, dos hijos y dos hijas                       |
| Con Nilüfer Hanım (casada 1905; muerte 1957) |                                             |                                             |                                                                                  |
| Şehzade Mehmed Abdülkerim                    | 26 de junio de 1906                         | 3 de agosto de 1935                         | se casó una vez y tuvo descendencia, dos hijos                                   |